# Samba Peuzzi
Samba Peuzzi, de son vrai nom Samba Tine, né le 2 février 1996 à Dakar, est un rappeur, auteur-compositeur-interprète sénégalais. 
Révélé dans les années 2010, il est l’un des représentants les plus en vue de la nouvelle scène hip-hop sénégalaise, notamment grâce à son style musical mêlant rap et sonorités traditionnelles, parfois désigné sous le nom de « rambalax ».

## Biographie

### Jeunesse
Samba Tine grandit à Diacksao, un quartier populaire de Diamaguène, dans la banlieue de Pikine, à l’est de Dakar,. Bien qu’issu d’une famille relativement aisée, il passe une grande partie de son adolescence dans la rue, au contact des jeunes de son quartier. Très tôt, il se passionne pour la danse, notamment le breakdance et d’autres courants hip-hop, au sein d’un groupe appelé Posey Gang. Son nom de scène "Samba Peuzzi" naît d’une déclinaison du mot "posé".

### Carrière
À partir de 2012, il commence à s’essayer au chant, d’abord pour le plaisir, avant d’intégrer le label Rep’Tyle Music où il a été repéré pour son style original mêlant rap et rythmes traditionnels sénégalais. Il y rencontre le rappeur Dip Doundou Guiss, qui devient un mentor.
Il se fait connaître en 2016 en atteignant la finale de Flow Up, le plus grand concours de rap au Sénégal.
En 2020, il sort son premier album, Senegal Boy, où il affirme une identité musicale hybride, entre rap, mbalax et instruments traditionnels comme le tama. Ce mélange, qu’il qualifie parfois de "rambalax", le distingue sur la scène hip-hop sénégalaise. Il remporte le prix de meilleur artiste aux Galsen Hip Hop Awards 2021,.
En 2022, il collabore avec l'artiste nigérian Rema sur le titre Mercedes, marquant son ouverture vers l’afrobeats et les scènes internationales.